# Semarapura Kelod
Semarapura Kelod is een bestuurslaag in het regentschap Klungkung van de provincie Bali, Indonesië. Semarapura Kelod telt 5360 inwoners (volkstelling 2010).